# Eritrichium putoranicum
Eritrichium putoranicum är en strävbladig växtart som beskrevs av Ovczinnikova. Eritrichium putoranicum ingår i släktet Eritrichium och familjen strävbladiga växter. Inga underarter finns listade i Catalogue of Life.